# Oskar Eklund

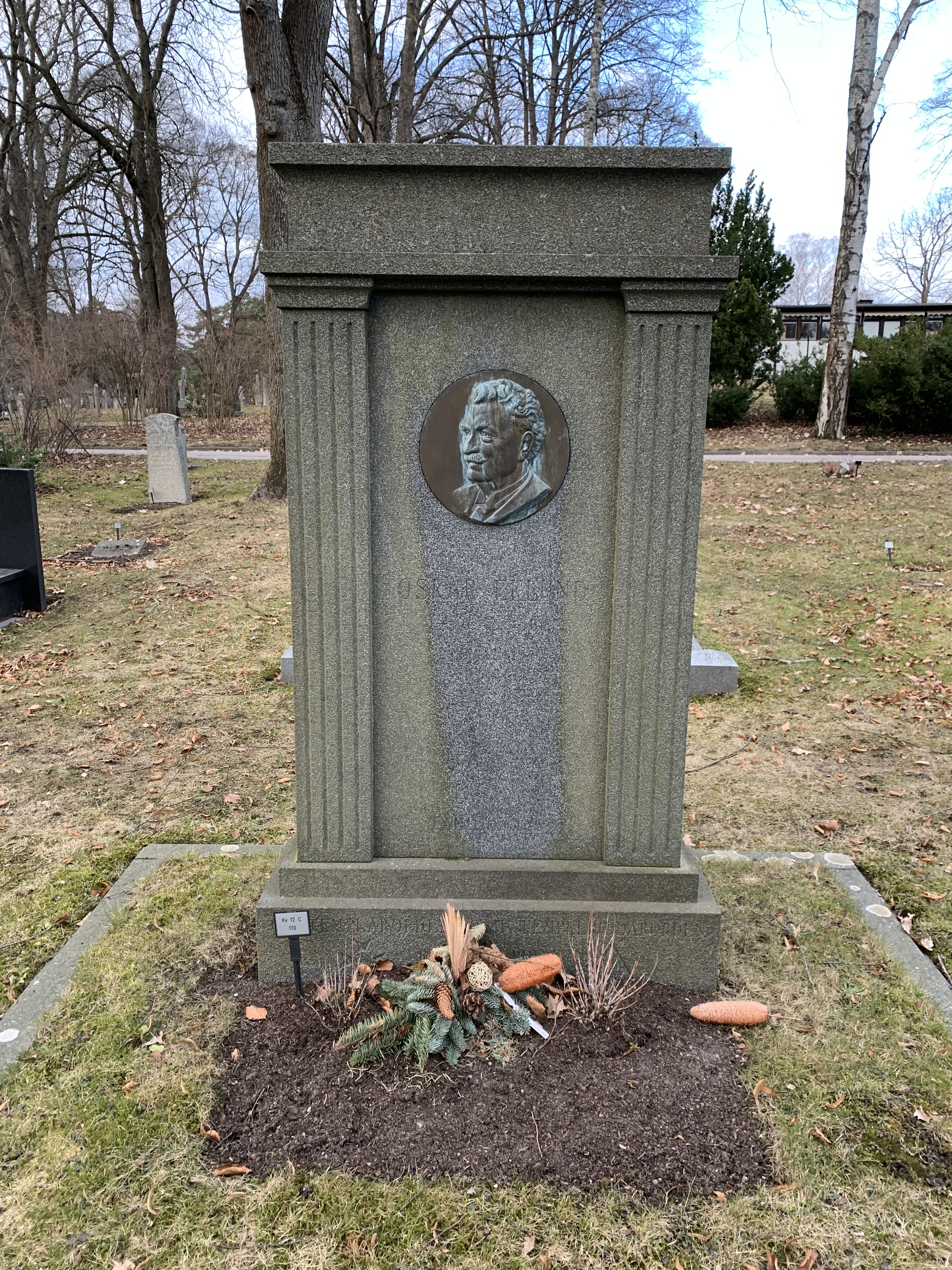
Gravplatsen vid Norra begravningsplatsen i Solna kommun.

Oskar Gustaf Eklund, född den 8 juli 1861 i Arboga, död den 15 december 1940 i Stockholm, var en svensk organiserad nykterist och politiker.
Eklund gick som 19-åring med i IOGT den 17 januari 1880, drygt två månader efter ordens instiftande i Sverige. Hans far, Carl Eklund, blev ordenssekreterare och Oskar Eklund var hans högra hand. Året därpå blev den äldre Eklund vald till ordenschef och efterträddes av den yngre på posten som ordenssekreterare. Han var med och grundade den malinitiska ordensgrenens tidskrift Svenska Good Templar 1880 och blev snart dess redaktör, och förblev på den posten fram till och med att tidningen lades ned och ersattes med den återförenade ordens tidning Reformatorn.
Vid det internationella storlogemötet i Halifax, Kanada, 1883 valdes Eklund in i ordens högsta ledning. I ordens tjänst företog han ett stort antal resor, bland annat fyra besök i Amerika. Under 1880-talet instiftade han den första godtemplarlogen på Åland. På hemvägen från besöket i Halifax kom Eklund i kontakt med blåbandsrörelsen, och fann rörelsen tilltalande som ett sätt att intressera de frikyrkliga för nykterhetsarbete. Efter hemkomsten grundade han sålunda en tidning, Blå Bandet, och introducerade på så sätt rörelsen i Sverige. Det som nu är Sveriges Blåbandsförbund tog över utgivningen 1887. Det är också Blå Bandet som vartannat år delar ut Oskar Eklund-priset till Årets opinionsbildare.
Svenska Good Templar ersattes tillsammans med den hickmanitiska ordensgrenens tidning Reform av Reformatorn 1887. Han var redaktör för den senare i två perioder, 1888–1906. När den första förbudskongressen ägde rum år 1896 var han ordförande i dess organisationskommitté. 1898 beslutade IOGT:s storlogemöte att ordna förlagsverksamhet och bildade därefter Svenska Nykterhetsförlaget. Två år senare, 1900, inköpte förlaget Eklunds tryckeri och utsåg honom till förlagschef. Detta förblev han fram till och med 1929. År 1906 valdes han till ordenschef och förblev det till 1909, påföljande år blev han istället ordensskattmästare, och förblev vid denna post till 1927.
Även i Tempel Riddare Orden var Eklund aktiv. Där var han chef, eller Supreme Templar (numera Högste Stor Mästare) från 1903 till 1938 och internationell chef 1938–1940. Han ledde organisationen till ett medlemsantal som mångdubbelt översteg det hos ordensgrenen i USA där orden hade sitt ursprung. Han var även redaktör för ordens tidning TR-bladet, startad 1919.
Eklund flyttade till Stockholm och kom där i kontakt med politiken. Han var en av initiativtagarna till Stockholms liberala valmansförening, som bildades 1884, och invaldes i styrelsen. Där blev han kvar till 1908, som ordförande från 1896. Åren 1894–1905 tillhörde han andra kammaren och 1909–1918 första kammaren. Under sin tid i riksdagen var han bland annat ledamot av bankoutskottet och bevillningsutskottet, samt tillhörde nykterhetskommittén. Han var även ledamot i Stockholms stadsfullmäktige åren 1906–1912.
Oskar Eklund gifte sig två gånger, den 7 september 1889 med Alma Ottilia Maria Kumlin (född 1858, död 1917) och i december 1928 med Anna Olivia Charlotta Jansson (född 1890).